# بیلتش (منطقه تابور)

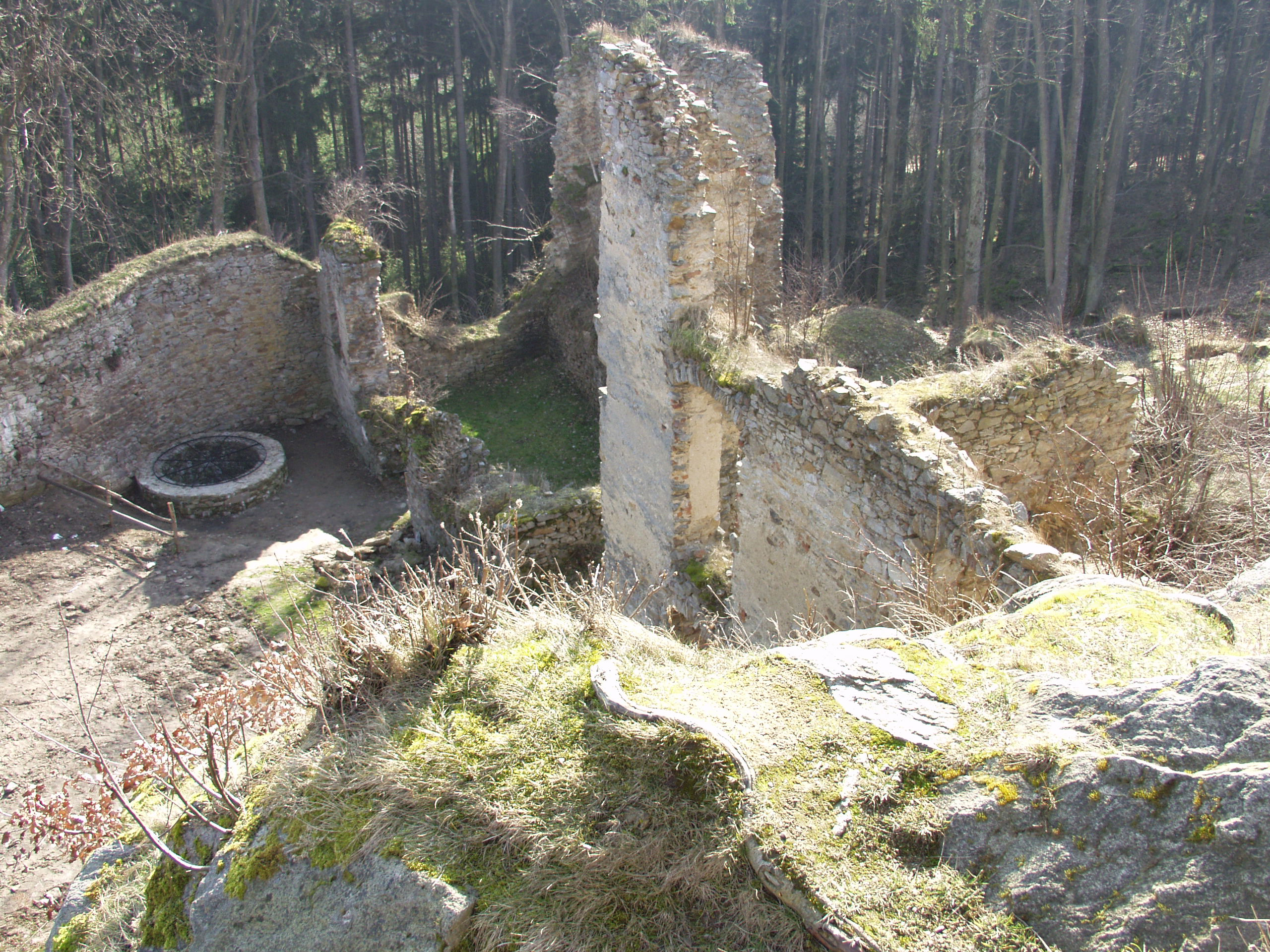
Remains of palaces of Šelmberk Castle ruin, Tábor District, Czech Republic.

بیلتش (به چکی: Běleč) یک منطقهٔ مسکونی در جمهوری چک است که در منطقه تابور واقع شده‌است. بیلتش ۱۲٫۲۲ کیلومتر مربع مساحت و ۱۷۷ نفر جمعیت دارد و ۴۵۷ متر بالاتر از سطح دریا واقع شده‌است.